# Ритшель, Георг
Георг Ритшель (10 мая 1842, Дрезден — 13 июня 1914, Лейпциг) — германский протестантский (лютеранский) богослов, преподаватель, научный писатель.
Был сыном скульптора Эрнста Ритшеля от его третьей жены. С 1860 по 1863 год изучал богословие в университетах Эрлангена и Лейпцига, в 1868 году был рукоположён в священники и служил сначала в Саксонии, затем в Рюдигсдорфе. В 1874 году стал примасом в Циттау, спустя четыре года — старшим пастором, супериндендентом и заместителем директора духовной семинарии в Виттенберге. В августе 1884 года стал директором семинарии, с 1887 года служил пастором церкви св. Матвея в Лейпциге, с 1889 года был профессором практического богословия в Лейпцигском университете и одновременно университетским проповедником и директором семинарии св. Пауля. В отставку вышел в 1911 году.
Главные работы: «Luther und die Ordination» (Виттенберг, 1883), «Offener Brief an den Verfasser der Schrift: Ernste Gedanken» (Лейпциг, 1890), «Die Aufgabe der Orgel im Gottesdienste bis in das XVIII J. geschichtlich dargelegt» (Лейпциг, 1893), «Das Wort vom Glauben» (Лейпциг, 1892).